# Adolf von Rhemen zu Barensfeld
Adolf Freiherr von Rhemen zu Barensfeld (Rastatt, 22. prosinca 1855. – Rekawinkel, 11. siječnja 1932.) je bio austrougarski general i vojni zapovjednik. Tijekom Prvog svjetskog rata zapovijedao je XIII. korpusom na Balkanskom i Istočnom bojištu, te je bio vojni guverner Srbije.

## Vojna karijera
Adolf von Rhemen je rođen 22. prosinca 1855. u Rastattu. Od 1872. pohađa Terezijansku vojnu akademiju u Bečkom Novom Mjestu, te nakon završetka iste od 1876. s činom poručnika služi u 14. pješačkoj pukovniji. Od 1882. pohađa Vojnu akademiju u Beču, dok od 1887. s činom satnika služi u Glavnom stožeru. Godine 1894. unaprijeđen je u bojnika, dok čin pukovnika dostiže 1899. godine kada postaje načelnikom stožera XIII. korpusa sa sjedištem u Zagrebu zamijenivši na tom mjestu tada pukovnika Viktora Dankla.
U studenom 1905. promaknut je u čin general bojnika, te postaje zapovjednikom 9. brdske brigade smještene u Sarajevu. Navedenu dužnost obnaša do 1909. kada preuzima mjesto zapovjednika 4. pješačke divizije sa sjedištem u Temišvaru. U svibnju 1910. unaprijeđen je u čin podmaršala, dok u listopadu 1912. postaje zapovjednikom XIII. korpusa koju dužnost obnaša i na početku Prvog svjetskog rata. U međuvremenu je, u svibnju 1914. unaprijeđen u čin generala pješaštva.

## Prvi svjetski rat
Na početku Prvog svjetskog rata XIII. korpus se nalazio u sastavu 5. armije kojom je zapovijedao Liborius von Frank. Zapovijedajući XIII. korpusom Rhemen sudjeluje u tri neuspješne austrougarske invazije na Srbiju. U siječnju 1915. premješten je sa XIII. korpusom na Istočno bojište gdje u sastavu Armijske grupe Pflanzer-Baltin sudjeluje u Karpatskim ofenzivama. Nakon toga u svibnju 1915. zapovijedajući XIII. korpusom sada u sastavu 7. armije sudjeluje u uspješnoj ofenzivi Gorlice-Tarnow.
U lipnju 1916. Rhemenov XIII. korpus je napadnut od strane ruske 9. armije tijekom Brusilovljeve ofenzive. Iako je Rhemenov korpus imao dobro utvrđene obrambene položaje, ruske snage uspjele su ga potisnuti, te je Rhemen bio prisiljen narediti povlačenje. Tijekom Brusilovljeve ofenzive Rhemen je 6. srpnja 1916. imenovan vojnim guvernerom Srbije zamijenivši na tom mjestu Ivana Salis Seewisa. Na navedenoj dužnosti uspješno organizira eksploatiranje prirodnih bogatstava Srbije, te je za navedeno u svibnju 1917. promaknut u čin general pukovnika. Dužnost vojnog guvernera Srbije Rhemen obnaša do kraja rata.

## Poslije rata
Nakon završetka rata Rhemen se umirovio. Preminuo je 11. siječnja 1932. godine u 77. godini života u Rekawinklu.

## Vanjske poveznice
(eng.) Adolf von Rhemen zu Barensfeld na stranici Oocities.org

(njem.) Adolf von Rhemen zu Barensfeld na stranici Biographien.ac.at